# 周縉
周 縉（しゅう しん、生没年不詳）は、明代の官僚。字は伯紳。本貫は鄂州武昌県。

## 生涯
貢生として国子監に入った。永清典史に任じられ、県令の事務を代行した。燕王朱棣が挙兵すると、近隣の守令たちは相次いで朱棣に降った。永清県は燕王府の地に近接していたが、周縉はひとり建文政権について、県城の防御を固めた。ほどなく抵抗不能に陥り、県令の印を懐に南に逃れた。道中で母が死去したと聞き、帰郷して喪に服した。燕王軍が南京に迫ると、周縉は義軍を糾合して戦闘を準備したが、南京が陥落したと聞くと、逃走して隠れた。後に周縉は逮捕され、首枷をつけられて連行され、一兵卒として興州に流された。数年後、周縉の子が代わって興州の兵役につき、周縉は帰郷できた。享年80歳で没した。